# Кубок Азербайджану з футболу 2008—2009
Кубок Азербайджану з футболу 2008–2009 — 17-й розіграш кубкового футбольного турніру в Азербайджані. Переможцем втретє у своїй історії став Карабах (Агдам).

## Перший раунд
Перші матчі відбулися 17 вересня, а матчі-відповіді 24 вересня 2008 року.
| Команда 1                    | Заг. | Команда 2               | 1-й матч | 2-й матч |
| ---------------------------- | ---- | ----------------------- | -------- | -------- |
| АБН-Барда (2)                | 2:3  | Спартак (Ґуба) (2)      | 0:3      | 2:0      |
| Аншад-Петроль (Нефтчала) (2) | 1:2  | Гафгаз Універсітеті (2) | 1:0      | 0:2      |

## 1/8 фіналу
Перші матчі відбулися 29-30 жовтня, а матчі-відповіді 5-6 листопада 2008 року.
| Команда 1       | Заг. | Команда 2               | 1-й матч | 2-й матч |
| --------------- | ---- | ----------------------- | -------- | -------- |
| Інтер (Баку)    | 4:3  | Стандард (Баку)         | 2:2      | 2:1      |
| Сімург          | 15:1 | Спартак (Ґуба) (2)      | 7:1      | 8:0      |
| Габала          | 4:2  | Туран                   | 2:1      | 2:1      |
| Олімпік (Баку)  | 2:0  | Карван                  | 1:0      | 1:0      |
| Хазар-Ланкаран  | 6:0  | Мугань (Салян)          | 3:0      | 3:0      |
| Баку            | 13:0 | Гафгаз Універсітеті (2) | 10:0     | 3:0      |
| Карабах (Агдам) | 3:0  | Бакили                  | 3:0      | 0:0      |
| Нефтчі (Баку)   | 5:1  | МОІК                    | 2:1      | 3:0      |

## Чвертьфінали
Перші матчі відбулися 25 лютого, а матчі-відповіді 11-12 березня 2009 року.
| Команда 1       | Заг. | Команда 2      | 1-й матч | 2-й матч |
| --------------- | ---- | -------------- | -------- | -------- |
| Інтер (Баку)    | 3:2  | Сімург         | 2:0      | 1:2      |
| Габала          | 2:1  | Олімпік (Баку) | 1:1      | 1:0      |
| Хазар-Ланкаран  | 2:3  | Баку           | 0:1      | 2:2      |
| Карабах (Агдам) | 1:0  | Нефтчі (Баку)  | 1:0      | 0:0      |

## Півфінали
Перші матчі відбулися 29 квітня, а матчі-відповіді 6 травня 2009 року.
| Команда 1    | Заг. | Команда 2       | 1-й матч | 2-й матч |
| ------------ | ---- | --------------- | -------- | -------- |
| Інтер (Баку) | 5:2  | Габала          | 5:0      | 0:2      |
| Баку         | 2:4  | Карабах (Агдам) | 1:2      | 1:2      |

## Фінал
| 23 травня 2009 19:00 (UTC+4) |

| Карабах (Агдам)     | 1:0      | Інтер (Баку) |
| ------------------- | -------- | ------------ |
| Джавадов 57' (пен.) | Протокол |              |

| Республіканський стадіон імені Тофіка Бахрамова, Баку Глядачів: 8 000 |